# Cyperus limiticola
Cyperus limiticola är en halvgräsart som beskrevs av Larridon och Reynders. Cyperus limiticola ingår i släktet papyrusar, och familjen halvgräs. Inga underarter finns listade i Catalogue of Life.